# Return of the Dream Canteen
Return of the Dream Canteen — тринадцятий студійний альбом американського рок-гурту Red Hot Chili Peppers, випущений 14 жовтня 2022 року на  Warner Records . Спродюсований Ріком Рубіном, він був записаний під час тих самих сесій, що й попередній студійний альбом гурту «Unlimited Love», випущений раніше у 2022 році.
Перший сингл «Tippa My Tongue» вийшов 19 серпня 2022 року, а 14 жовтня 2022 року вийшов другий сингл альбому «The Drummer».
Red Hot Chili Peppers написали та записали Return of the Dream Canteen під час тих самих сесій, що й їхній попередній студійний альбом «Unlimited Love» (2022). Сесії ознаменували повернення гітариста Джона Фрушанте після десятирічної відсутності, і в результаті було записано майже 50 пісень з продюсером Рік Рубін та інженером звукозапису Райаном Г'юїттом. Спочатку гурт планував випустити 40 пісень одним альбомом, розподіленим на семи фізичних дисках The band's label, Warner Bros. Records, resisted  this release strategy, with a "compromise" being reached where the band split thirty-four songs across two separate studio albums..

## Список композицій
Автор музики і слів Ентоні Кідіс, Джон Фрусчанте, Флі, Чед Сміт. 
| Return of the Dream Canteen track listing | Return of the Dream Canteen track listing | Return of the Dream Canteen track listing |
| #                                         | Назва                                     | Тривалість                                |
| ----------------------------------------- | ----------------------------------------- | ----------------------------------------- |
| 1.                                        | «Tippa My Tongue»                         | 4:20                                      |
| 2.                                        | «Peace and Love»                          | 4:03                                      |
| 3.                                        | «Reach Out»                               | 4:11                                      |
| 4.                                        | «Eddie»                                   | 5:41                                      |
| 5.                                        | «Fake as Fu@K»                            | 4:22                                      |
| 6.                                        | «Bella»                                   | 4:51                                      |
| 7.                                        | «Roulette»                                | 4:57                                      |
| 8.                                        | «My Cigarette»                            | 4:24                                      |
| 9.                                        | «Afterlife»                               | 4:13                                      |
| 10.                                       | «Shoot Me a Smile»                        | 3:43                                      |
| 11.                                       | «Handful»                                 | 4:01                                      |
| 12.                                       | «The Drummer»                             | 3:24                                      |
| 13.                                       | «Bag of Grins»                            | 5:05                                      |
| 14.                                       | «La La La La La La La La»                 | 3:57                                      |
| 15.                                       | «Copperbelly»                             | 3:44                                      |
| 16.                                       | «Carry Me Home»                           | 4:13                                      |
| 17.                                       | «In the Snow»                             | 5:55                                      |
| 75:10                                     |                                           |                                           |

| Japanese CD bonus track | Japanese CD bonus track | Japanese CD bonus track |
| #                       | Назва                   | Тривалість              |
| ----------------------- | ----------------------- | ----------------------- |
| 18.                     | «The Shape I'm Takin'»  | 3:35                    |

| Tour edition bonus track | Tour edition bonus track           | Tour edition bonus track |
| #                        | Назва                              | Тривалість               |
| ------------------------ | ---------------------------------- | ------------------------ |
| 19.                      | «Whatchu Thinkin'» (Live in Paris) |                          |

## Хіт-паради

### Щотижневі
| Назва (2022)                                         | Максимальна позиція |
| ---------------------------------------------------- | ------------------- |
| Австралія Australian Albums (ARIA)                   | 2                   |
| Австрія Austrian Albums (Ö3 Austria)                 | 1                   |
| Бельгія Belgian Albums (Ultratop Flanders)           | 2                   |
| Бельгія Belgian Albums (Ultratop Wallonia)           | 2                   |
| Канада Canadian Albums (Billboard)                   | 3                   |
| Croatian Albums (HDU)                                | 1                   |
| Чехія Czech Albums (ČNS IFPI)                        | 17                  |
| Данія Danish Albums (Hitlisten)                      | 27                  |
| Нідерланди Dutch Albums (MegaCharts)                 | 1                   |
| Фінляндія Finnish Albums (Suomen virallinen lista)   | 4                   |
| Франція French Albums (SNEP)                         | 1                   |
| Німеччина German Albums (Offizielle Top 100)         | 1                   |
| Угорщина Hungarian Albums (MAHASZ)                   | 2                   |
| Ірландія Irish Albums (OCC)                          | 4                   |
| Італія Italian Albums (FIMI)                         | 5                   |
| Японія Japanese Albums (Oricon)                      | 9                   |
| Japanese Combined Albums (Oricon)                    | 9                   |
| Japanese Hot Albums (Billboard Japan)                | 7                   |
| Lithuanian Albums (AGATA)                            | 62                  |
| Нова Зеландія New Zealand Albums (Recorded Music NZ) | 1                   |
| Норвегія Norwegian Albums (VG-lista)                 | 22                  |
| Польща Polish Albums (ZPAV)                          | 4                   |
| Португалія Portuguese Albums (AFP)                   | 1                   |
| Шотландія Scottish Albums (OCC)                      | 3                   |
| Іспанія Spanish Albums (PROMUSICAE)                  | 7                   |
| Швеція Swedish Albums (Sverigetopplistan)            | 25                  |
| Швейцарія Swiss Albums (Schweizer Hitparade)         | 1                   |
| Велика Британія UK Albums (OCC)                      | 2                   |
| Uruguayan Albums (CUD)                               | 4                   |
| США Billboard 200                                    | 3                   |
| США Top Alternative Albums (Billboard)               | 1                   |
| США Top Rock Albums (Billboard)                      | 1                   |

### За підсумками року
| Назва (2022)                          | Місце |
| ------------------------------------- | ----- |
| French Albums (SNEP)                  | 191   |
| German Albums (Offizielle Top 100)    | 62    |
| Swiss Albums (Schweizer Hitparade)    | 80    |
| US Top Album Sales (Billboard)        | 88    |
| US Top Alternative Albums (Billboard) | 35    |